# Armelle Attingré
Armelle Attingré, née le 15 janvier 1989 à Kadjokro (Côte d'Ivoire), est une handballeuse internationale française, évoluant au poste de gardienne de but. Après avoir évolué sous le maillot de l'équipe de France, elle devient internationale monténégrine.

## Carrière
Armelle Attingré est formée au CJF Fleury-les-Aubrais de 2005 à 2009 puis rejoint l'Issy Paris Hand, qui évolue alors en deuxième division. Elle est championne de France de deuxième division en 2010.
Elle évolue en équipe de France depuis 2010. Appelée en sélection pour le championnat du monde 2011 en tant que troisième gardienne, elle se blesse gravement aux ischio-jambiers lors d'un entraînement au Brésil.
En 2013, elle remporte son premier titre national avec Issy Paris, la Coupe de la Ligue française.
En 2014, elle participe au championnat d'Europe, terminé à la 5e place.
À l'été 2016, mise en concurrence avec la championne du monde norvégienne Silje Solberg, elle quitte Paris pour rejoindre le club champion de Turquie, Ankara Yenimahalle BSK.
Elle revient en France dès la saison suivante et s'engage avec le Nantes Loire Atlantique Handball pour trois saisons. 
Pour la saison 2019-2020, elle rejoint le club hongrois de Fehérvár KC. La saison suivante, elle signe un contrat d'un an avec le club monténégrin du ŽRK Budućnost Podgorica.
En 2020, elle rejoint le Budućnost Podgorica et connaît une seconde jeunesse, réalisant chaque saison le doublé Championnat-Coupe du Monténégro et participant à la Ligue des champions. En 2022, elle intègre le staff de l'équipe nationale monténégrine comme entraîneuse des gardiennes de but. Puis elle accepte en 2024 de jouer pour cette même sélection monténégrine, participant notamment aux tournois de qualifications aux Jeux olympiques 2024.

## Palmarès

### En club
compétitions internationales
- finaliste de la Coupe des vainqueurs de coupe (C2) en 2013 avec Issy Paris Hand
- finaliste de la Coupe Challenge (C4) en 2014 avec Issy Paris Hand

compétitions nationales
- vainqueur de la Coupe de la Ligue en 2013 avec Issy Paris Hand
- championne de France D2 en 2010 avec Issy Paris Hand
- vice-championne de France en 2012 et 2014 avec Issy Paris Hand
- finaliste de la Coupe de France en 2014 avec Issy Paris Hand
- Vainqueur du Championnat du Monténégro (4) : 2021, 2022, 2023, 2024
- Vainqueur de la Coupe du Monténégro (4) : 2021, 2022, 2023, 2024

### En sélection
autres
- 7e place du championnat du monde junior en 2008[11]
- 5e place du championnat d'Europe junior en 2007[12]
- 5e place au championnat d'Europe 2014

### Distinctions individuelles
- élue meilleure gardienne de but du Championnat de France (2) : Saison 2012-2013, Saison 2013-2014